# Xivitona maculada
La xivitona maculada (Actitis macularia) és un ocell limícola de la família dels escolopàcids (Scolopacidae). Juntament amb la seva espècie germana, la xivitona comuna (A. hypoleucos), forma el gènere Actitis. Es substitueixen geogràficament; els ocells perduts poden establir-se amb criadors de l'altra espècie i hibridar-se.

## Descripció
Els adults tenen les potes curtes i groguenques i el bec taronja amb la punta fosca. El cos és marró a la part superior i blanc a la part inferior amb taques negres. Aquestes taques varien en grau al llarg de la seva vida i es tornen especialment freqüents durant la temporada de cria. La salut general de la xivitona maculada pot ser suggerida per les taques d'un individu. En general, les femelles amb més taques són més sanes que les que no en tenen tantes. La condició dels mascles en funció de la quantitat de taques que presenten encara no s'ha determinat. A més, la mida de les taques es fa més petita i la forma de les mateixes es torna més irregular a mesura que augmenta l'edat. La xivitona maculada també presenta un supercili blanc.
Els ocells no reproductors no tenen les parts inferiors tacades i són molt similars a la xivitona comuna d'Euràsia; la principal diferència és el patró de les ales més desgastat visible en vol i les potes i els peus normalment de color groc clar de la maculada. Les espècies d'Actitis tenen un vol distintiu amb les ales rígides i abaixades sobre l'aigua. També tenen un desplaçament distintiu en què la cua es balanceja amunt i avall. Els mascles i les femelles presenten mesures físiques similars, però difereixen en pes; les femelles tendeixen a ser aproximadament un 20-25% més pesades que els mascles.
De longitud fan entre 18 i 20 cm, de pes entre 34 i 50 g i d'envergadura alar entre 37 i 40 cm.

## Distribució i hàbitat
És d'hàbits migradors, habita llacs i corrents fluvials, i durant la migració també a la costa. Cria a la major part d'Alaska, Canadà i els Estats Units (a excepció de les zones més meridionals). En hivern migra cap a una zona que va des del sud dels Estats Units i les Antilles, a través d'Amèrica Central, fins a les illes Galápagos, Xile i el nord de l'Argentina. Ocasionalment pot arribar fins a l'Europa occidental.

## Comportament

### Cria
Les zones de cria es trien en funció de diversos factors ambientals, però solen estar a prop de masses d'aigua que ofereixen certa cobertura de vegetació. Els llocs de cria amb èxit es poden utilitzar repetidament fins que el lloc esdevé físicament inadequat (a causa de vegetació excessiva o inundacions) o la depredació esdevé massa extrema. Les femelles solen arribar a les zones de cria abans que els mascles i estableixen els seus territoris. Els mascles arriben als llocs de cria més tard, però no se sap si arribaran als mateixos llocs de cria que han triat algunes femelles. La cerca de parelles entre les femelles de xivitona maculada és molt més competitiva que trobar possibles parelles per als mascles.
Durant cada temporada de cria d'estiu, les femelles poden aparellar-se i posar postes per a més d'un mascle, deixant-los per a ells la incubació. Això s'anomena poliàndria. Els mascles tenen cura de les cries, tant abans com després de l'eclosió dels ous que incubaran durant uns 20-23 dies. Els progenitors mascles de les primeres postes poden engendrar pollets en postes posteriors, probablement a causa de l'emmagatzematge d'esperma dins dels tractes reproductors femenins, cosa que és habitual en els ocells. Les femelles que no aconsegueixen trobar altres parelles solen ajudar a incubar i criar els pollets. "Abans de la incubació, la concentració de testosterona i dihidrotestosterona són substancialment més altes en els mascles que en les femelles" i aquests nivells disminueixen 25 vegades en els mascles a mesura que avança la incubació. A més, les femelles aparellades tenen concentracions de testosterona 7 vegades més altes que les de les femelles no aparellades. A causa del comportament poliàndri, les xivitones maculades tendeixen a produir més cries en comparació amb altres espècies de xivitones.

### Alimentació
Aquests ocells s'alimenten a terra o a l'aigua, recollint menjar que està a la vista. També poden capturar insectes en vol. Mengen insectes (com ara mosques, escarabats, llagostes, efímeres, mosquits, grills i erugues), crustacis i altres invertebrats (com ara aranyes, caragols, altres mol·luscs i cucs), així com peixos petits i carronya. Mentre busquen aliment, es poden reconèixer pel constant moviment de cap i tremolor.

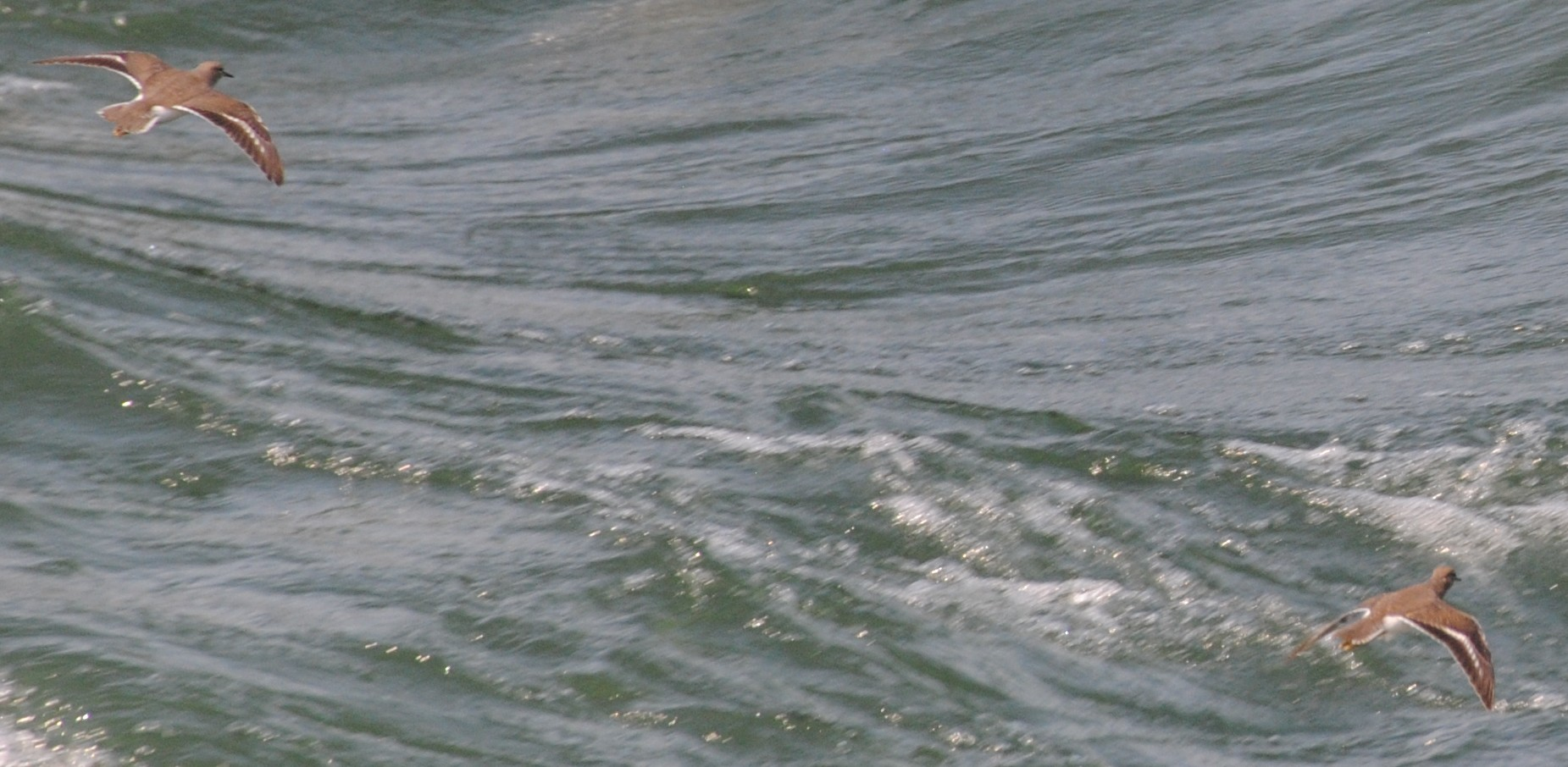
Xivitones maculades a l'Île Sainte-Hélène de Montreal, Canadà, que mostra característiques diagnòstiques com ara l'esquena i la cua totalment marrons (és a dir, no és negra, a diferència de molts altres escolopàcids), la vora davantera i posterior blanca de les ales, la barra alar parcialment blanca i la vora blanca de la cua.

## Depredadors
Els principals depredadors de les xivitones maculades inclouen els rapinyaires, mustèlids, ratolins i gavines. La majoria d'aquests depredadors s'alimenten dels pollets i els ous de les xivitones.

## Taxonomia i etimologia
La xivitona maculada va ser descrita formalment pel naturalista suec Carl Linnaeus el 1766 a la dotzena edició del seu Systema Naturae amb el nom binomial Tringa macularia. La localitat tipus és Pennsilvània. L'espècie ara es classifica, juntament amb la xivitona comuna, al gènere Actitis que va ser descrit el 1811 pel zoòleg alemany Johann Illiger.
El nom del gènere Actitis prové del grec antic «aktites» que significa “habitant de la costa” («akte»  significa “costa”). L'epítet específic «macularius» és llatí que significa “tacat”.
L'espècie és monotípica: no es reconeix cap subespècie.